# 12 de maig
El 12 de maig és el cent trenta-dosè dia de l'any del calendari gregorià i el cent trenta-tresè en els anys de traspàs. Queden 233 dies per a finalitzar l'any.

## Esdeveniments
Països Catalans
- 1706 - Felip V fuig precipitadament, amb el seu exèrcit en desbandada, cap a França, després del setge fallit de Barcelona, durant la Guerra de Successió.
- 1810 - Al castell d'Hostalric, després de sis mesos de setge, 800 soldats que formaven part de la guarnició del castell van poder escapar del setge de les tropes napoleòniques.
- 1909 - Barcelona: Es crea el CE Júpiter, a la cerveseria Cebrián, al Poblenou, fundat per la fusió de dos equips amateurs del barri, l'Anglo-Espanyol i l'Stadium Nacional.[1]
- 1917 - Barcelona: S'estrena al Teatre Victòria la versió teatral de L'auca del senyor Esteve, feta pel mateix Santiago Rusiñol.[2]
- 1939 - Barcelona: és executat Francisco Javier Elola y Díaz Varela, magistrat del Tribunal Suprem de la Segona República Espanyola.
- 1980 - Barcelona: Mercè Rodoreda rep el Premi d'Honor de les Lletres Catalanes.[3]
- 2012 - PortAventura: inauguració de la nova muntanya russa, Shambhala: Expedició a l'Himàlaia, que bat tres rècords europeus: la muntanya russa més alta d'Europa (76 metres), la muntanya russa amb la caiguda més llarga d'Europa (78 metres) i l'hypercoaster més llarga (1650 metres) i ràpida (134 km/h).

Resta del món
- 1916, Presó de Kilmainham, Dublín: James Connolly i Sean MacDermott són afusellats per la seva participació en l'Alçament de Pasqua.
- 2008, terratrèmol a la província xinesa de Sichuan.[4]
- 2010 - Hamburg: El Club Atlético de Madrid guanya la UEFA Europa League 2009-2010 en la final contra el Fulham Football Club.

## Naixements
Països Catalans
- 1737 - Girona: Francesc Dorca, religiós, historiador i erudit gironí (m. 1806).[5]
- 1753 - València: Agustí Esteve i Marquès, pintor valencià (m. 1820).[6]
- 1856 - Vilafranca del Penedès: Antonia Gili i Güell, poetessa catalana (m. 1909).[7]
- 1892 - Barcelona: Roser Matheu i Sadó, poeta, escriptora, biògrafa i pintora catalana.[8]
- 1900 - Barcelona: Pere Puig i Adam, pedagog i matemàtic català (m. 1960).[9]
- 1904 - Barcelona: Miquel Coll i Alentorn, polític català, president del Parlament de Catalunya (m. 1990).[10]
- 1922 - Campdevànol, Ripollès: Mercè Guix i Passola, jugadora de bàsquet i directiva esportiva catalana (m. 2009).[11]
- 1925 - Barcelona: Jordi Bonet i Armengol, arquitecte i dirigent de l'escoltisme català (m. 2022).
- 1930 - Cornellà de Llobregat: Joan Carrera i Planas, clergue catòlic català, bisbe auxiliar de Barcelona (m. 2008).[12]
- 1938 - Perpinyà: Marie-Josée Roig, professora associada de lletres i política nord-catalana.[13]
- 1943: Barcelona: Mercè Sala i Schnorkowski, economista i regidora a l'Ajuntament de Barcelona i presidenta de RENFE entre el 1991 i 1996 (m. 2008).[14]
- 1954 - Manacor, Mallorca: Maria Antònia Mercant Nadal, professora i política mallorquina, ha estat regidora i diputada al Congrés.[15]
- 1965 - Cartagena: Dolores Gay Bódalo, politòloga, sociòloga i política valenciana, ha estat regidora i diputada a les Corts Valencianes.[16]
- 1973 - Alcoi: Patricia Blanquer Alcaraz, economista i política valenciana.[17]
- 1981 - Vic: Josep Maria Roca i Bigas, jugador del Club Patí Vic.
- 1990 - Palma, Mallorca: Mar Bonnín Palou, ciclista balear.[18]

Resta del món
- 1707, Múrcia: Francisco Salzillo, escultor del barroc (m. 1783).[19]
- 1756, Oneglia: Maria Pellegrina Amoretti, jurista, doctora en lleis, tercera dona a llicenciar-se a Itàlia (m. 1787).[20]
- 1767, Badajoz (Espanya): Manuel de Godoy y Álvarez de Faria Ríos Zarosa, gentilhome, polític espanyol ennoblit i favorit reial.(m. 1851).[21]
- 1814, Schwabach, Baviera: Adolf von Henselt, pianista i compositor alemany (m. 1889).[22]
- 1820, Florència (Gran Ducat de Toscana): Florence Nightingale, infermera i reformadora social (m. 1910).[23]
- 1834, Tours, Indre i Loira: Louise Marquet, ballarina i mestra de ball francesa.[24]
- 1895:
  - Niagara Falls, Canadà: William Francis Giauque, químic estatunidenc, Premi Nobel de Química de 1949 (m. 1982).[25]
  - Madanapaḷḷi, Chennai (Índia): Jiddu Krishnamurti, filòsof (m. 1986).
- 1900, Viena: Helene Weigel, actriu i directora del teatre Berliner Ensemble (m. 1971).[26]
- 1907, Hartford (Connecticut), EUA: Katharine Hepburn, actriu estatunidenca (m. 2003).[27]
- 1910, 
  - El Caire, Egipte: Dorothy Crowfoot Hodgkin, química i professora universitària anglesa, Premi Nobel de Química de 1964.[28]
  - Forlì: Giulietta Simionato, mezzosoprano italiana, considerada una de les grans veus de l'òpera de postguerra. (m. 2010).[29]
- 1916, Rocha, Uruguai: Nydia Pereyra-Lizaso, compositora, pianista, i educadora musical uruguaiana (m.1998).[30]
- 1918, Nova York (EUA): Ethel i Julius Rosenberg, matrimoni dels EEUU d'Amèrica, executats a la cadira elèctrica acusats d'espionatge.[31]
- 1920, Praga: Vilém Flusser, filòsof.
- 1924, Estelí, Nicaragua: Claribel Alegría, escriptora i periodista nicaragüenca (m. 2018).[32]
- 1925, Barcelonaː Nuria Parés, poeta, assagista i traductora espanyola establerta a Mèxic després de la guerra civil.[33]
- 1929, Budapest: Ágnes Heller, filòsofa hongaresa (m. 2019).[34]
- 1930, Seal Beach, Estats Units: Pat McCormick, saltadora nord-americana, ja retirada, que destacà a la dècada del 1950.[35]
- 1942, Billericay, (Anglaterra): Ian Dury, actor i cantautor anglès (m. 2000).[36]
- 1947, San Francisco, Estats Units: Catherine Yronwode, escriptora, editora, dissenyadora gràfica i tipografista estatunidenca.[37]
- 1949, Ourense: Elena Salgado Méndez, enginyera industrial, economista i política gallega, que ha ocupat la Vicepresidència del Govern espanyol i diversos ministeris.[38]
- 1950, Süptitz, Saxònia, RDA: Renate Stecher, atleta alemanya medallista olímpica i recordista mundial de velocitat i relleus.[39]
- 1977, Teheran: Maryam Mirzakhani, matemàtica iraniana, primera dona a guanyar la prestigiosa Medalla Fields (m. 2017).[40]
- 1985, Khobar, Aràbia Saudita: Fahad Albutairi,  comediant, actor i guionista saudí.
- 1988, Rio de Janeiro, Brasil: Marcelo Vieira da Silva Júnior («Marcelo»), futbolista brasiler.
- 1995, Franklin (Tennessee): Luke Benward actor còmic i cantant estatunidenc.

## Defuncions
Països Catalans
- 1418 - Sarrià, Barcelona: Violant de Pallars, monja clarissa, abadessa de Pedralbes.[41]
- 1913 - Barcelona, Catalunya: Enriqueta Martí i Ripoll, segrestadora, suposada proxeneta i assassina en sèrie de nens (n. 1868).[42]
- 2001 - Barcelona: Maruja Fernández, locutora de ràdio espanyola; des de 1962, la veu d'Elena Francis (n. 1925).[43]
- 2002 - Ciutat d'Eivissa, Illa d'Eivissa: Marià Villangómez, poeta i traductor eivissenc (n. 1913).[44]
- 2013 -
  - Requena, Plana d'Utiel: Antonio Núñez Celda, pilotaire valencià.
  - Barcelona: Constantino Romero García, presentador de televisió, locutor, actor i actor de doblatge català.[45]
- 2014 - Sitges, Garraf: Lolita Mirabent i Muntané, bibliotecària que visqué i exercí com a tal a Sitges (n. 1926).[46]
- 2023 - Granes: Remei Oliva, exiliada, última mare viva de la Maternitat d'Elna (n. 1918).[47]

Resta del món
- 1796 - Ansbach, Baviera: Johann Peter Uz, poeta alemany (n. 1720).[48]
- 1871 - París (França): Daniel Auber, compositor francès, autor d'unes 70 obres per a l'escena, òperes, ballets i música religiosa (n. 1782).[49]
- 1897 - Kuopio: Minna Canth escriptora i feminista finlandesa.[50]
- 1902 - Jamaica Plain (Boston): Marie Elisabeth Zakrzewska, metgessa prussiana, pionera als Estats Units (n. 1829).[51]
- 1905 - Neuwaldegg: Mila Kupfer-Berger, soprano dramàtica austríaca.[52]
- 1907 - París, França: Joris-Karl Huysmans, escriptor francès (n. 1848).[53]
- 1910 - Londres (Anglaterra): Sir William Huggins, astrònom anglès conegut pels seus treballs pioners d'espectroscòpia astronòmica (n. 1824).[54]
- 1921 - Madrid: Emilia Pardo Bazán, escriptora gallega, introductora del naturalisme a Espanya.[55]
- 1927 - Neuilly-sur-Seine: Louise Catherine Breslau, pintora suïssa nascuda a Alemanya (n. 1856).[56]
- 1931 - Trieste: Ernestina Bendazzi Garulli, soprano italiana (n. 1864).[57]
- 1935 - Varsòvia (Polònia): Józef Piłsudski de Kościesza, va ser el primer Cap d'Estat (1918 - 1922), "Mariscal de Polònia" (des del 1920) i dictador (1926 - 1935) de la Segona república polonesa (n. 1867).[31]
- 1950 - Gant (Bèlgica): Anna de Weert, pintora impressionista, assagista i prosista (n. 1867).[58]
- 1963 - Montevideo: Carmen Barradas, una de les grans pianistes i compositores uruguaianes (n. 1888).[59]
- 1964 - Ciutat de Mèxic: Luisa Carnés, escriptora i periodista espanyola de la Generació del 27, exiliada a Mèxic.[60]
- 1966 - París (França): Anna Langfus, escriptora en francès d'origen polonès, Premi Goncourt de 1962 (n. 1920).[61]
- 1970 - Estocolm (Suècia): Nelly Sachs, escriptora alemanya, Premi Nobel de Literatura de l'any 1966 (n. 1891).[62]
- 1973 -Los Angeles: Frances Marion, periodista, escriptora i guionista estatunidenca.[63]
- 1980 - Richardson, Texas: Bette Nesmith Graham, mecanògrafa, dissenyadora i empresària, inventora del Liquid Paper (n. 1924).[64]
- 1985 - París (França): Jean Dubuffet, pintor i escultor francès (n. 1901).[65]
- 1986 - Buenos Aires: Alicia Moreau de Justo, metgessa i política argentina, figura destacada del feminisme i del socialisme (n. 1885).[66]
- 1995 - Cardano al Campo, Varese: Mia Martini, destacada cantant italiana de música pop de la dècada de 1970 i 80 (n. 1947).[67]
- 1999 - Sant Petersburg, Rússia: Ígor Mikhàïlovitx Diàkonov historiador, lingüista i traductor rus (n. 1914).
- 2008 - Varsòvia: Irena Sendler, l'àngel del Gueto de Varsòvia, treballadora social i infermera polonesa (n. 1910).[68]
- 2014 - Zúric, Suïssa: H.R. Giger, artista gràfic i escultor suís (n. 1940).[69]

## Festes i commemoracions
- Dia Internacional de la Dona Matemàtica, recordant la data de naixement de Maryam Mirzakhani, amb la intenció que sigui una data de celebració i inspiració per a les dones matemàtiques de tot el món.[70]
- Dia Mundial de la Fibromiàlgia i la Síndrome de Fatiga Crònica (i a vegades per extensió, també de les no reconegudes per la ciència sensibilitat química múltiple i electrohipersensibilitat).[71]
- Festes de Moros i Cristians a Biar: Dia de la patrona, la Mare de Déu de Gràcia
- Santoral: sants Pancraç de Roma, Nereu i Aquil·leu, màrtirs; Epifani I de Constància, bisbe; Germà I de Constantinoble, bisbe; Modoald de Trèveris, bisbe; Domènec de la Calzada, religiós; Rictruda, màrtir; beats: Joana de Portugal i de Coïmbra, Imelda Lambertini i Álvaro del Portillo.